# Toxochitona sankuru
Toxochitona sankuru is een vlinder uit de familie van de Lycaenidae. De wetenschappelijke naam van de soort is voor het eerst geldig gepubliceerd in 1961 door Stempffer.